# Pierre Le Moyne d’Iberville
Pierre Le Moyne d’Iberville (Pierre Le Moyne, sieur d’Iberville et d’Ardillières) (ur. 16 lipca 1661 w Montrealu, zm. 9 lipca 1706 w Hawanie) – francuski oficer marynarki, podróżnik i odkrywca, założyciel kolonii Luizjany i jej pierwszy gubernator.
W 1694 roku na czele floty francuskiej wypłynął z Quebecu na północ, celem zajęcia fortów należących do Kompanii Zatoki Hudsona. Wyprawa zakończyła się sukcesem – Iberville zajął Fort York i zmienił jego nazwę na Fort Bourbon. W latach 1696–1697 skutecznie walczył z Anglikami u wybrzeży Nowej Fundlandii. We wrześniu 1697 w Zatoce Hudsona zatopił dwa angielskie statki (bitwa w Zatoce Hudsona).
Po zakończeniu wojny króla Wilhelma został wysłany na południe, celem zbadania możliwości założenia kolonii Luizjany. Uważa się go często za założyciela kolonii Luizjany i pierwszego jej gubernatora. Funkcję tę sprawował w latach 1699–1702. W tym okresie zbadał dolny bieg Missisipi, a w 1699 roku założył Fort Maurepas.